# 娃娃小姐的故事
《娃娃小姐的故事》由碧雅翠丝·波特（Beatrix Potter）撰写，讲述了一只小猫咪和一只小老鼠之间的趣事。本书于1906年的圣诞期间由費德里克·沃恩公司（Frederick Warne & Co）出版。1866年，波特生于伦敦。在1902年到1905年期间，她与沃恩合作出版了一系列小版面的儿童图书。1906年，她摈弃往常作风，为本书设计了大型全景版面，但出版商并不买账；1916年，本书重新印刷成了小版面。
书名中的娃娃小姐正是故事的主人公，一只被老鼠戏弄的小猫咪。追老鼠时，她把头撞到了碗柜上，之后用抹布包裹着头，坐等“火气消退”。那只好奇的老鼠蹑手蹑脚地靠近，结果被逮着了。老鼠戏弄了娃娃小姐，于是她认为自己会以牙还牙。然而事情完全没有向着娃娃小姐的意思发展。她拿抹布捆好老鼠，把他甩来甩去。但是，老鼠趁机溜了，安全地逃离后，爬到碗柜顶上跳起了吉格舞。
虽然从批判的角度看，《娃娃小姐的故事》被看作是波特最不用心的作品之一，但对幼童而言，它的价值在于引导他们读书，带他们进入彼得兔的世界。1954年，娃娃小姐的陶瓷雕塑进入市场，1973年该卡通形象的毛绒玩具问世。本书已出版了盲文，翻译成了七种语言，并于2005年发行了电子书。排版原始的初版书目前可以从收藏古书的书商处购买。

## 背景
海伦·碧雅翠丝·波特于1866年7月28日生于伦敦，其父鲁伯特·威廉·波特（Rupert William Potter）是一名律师，其母是海伦·波特（Helen Potter）。她从小由女家庭教师授课，在阅读，油画，素描，小型动物培育园，博物馆以及艺术展览中度过了平静的童年。她曾在苏格兰，湖泊地区，以及赫特福德郡的卡姆菲尔德（祖父母的家）度过假，这些经历使她对自然界和乡村生活产生了兴趣。
波特的青春期和童年一样，平静无忧。 她长成了成熟女性，却未曾出嫁，一直住在父母家中，“守护”着他们。 她继续画油画和素描，并在1890年首次获得了艺术界的专业认同——她把六幅自己宠物兔的插图画卖给了贺卡出版商。 她希望独立于父母，过有意义的人生。她曾试图在真菌学中发展职业生涯，但该科学领域由男性主导，他们认为波特仅是个业余人士。于是，她放弃了这一想法。
1900年，波特修订了她于1893年写给某个孩子的故事，她参照海伦·班纳曼（Helen Bannerman）的作品《小黑人桑波》（The Story of Little Black Sambo）将自己书的尺寸和风格精装成了类似的模样。该书无人问津的部分原因是当时的童书市场偏好色彩鲜明的插画书，而不是波特的素描图书。1901年的12月，她决定私自出版。出版社費德里克·沃恩公司起初拒绝出版波特的故事，但为了维持自己在小版面童书市场的地位，该出版社重新考虑后接受了这本“兔子书”（电影中如此描述），并邀请本社著名的童书作家L·莱斯利·布鲁克（L. Leslie Brooke）倾情推荐。波特应沃恩的要求同意把书的插画改成彩版，她还建议沃恩使用亨切尔新版三彩打印技术印刷这本《彼得兔的故事》（The Tale of Peter Rabbit）。

波特继续与沃恩合作出版儿童图书，1905年，她实现了经济独立。 同年7月，她用畅销书的收入和一小笔继承的财产在湖区的近索里（Near Sawrey）购置了一片34英亩（约14公顷）的农场，农场名叫“山峰”。诺曼·沃恩（Norman Warne）是波特长期合作的编辑，也是她的未婚夫。然而，仅在两人秘密订婚的几周后，诺曼便去世了。波特开始变得绝望，但仍然继续投身于童书创作。

## 发展和出版

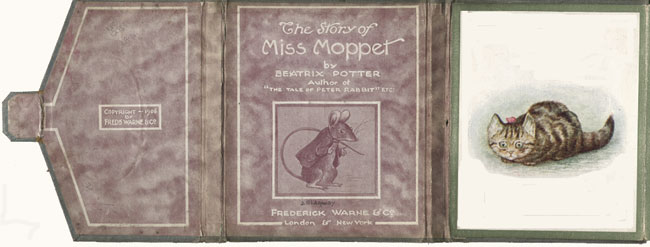
钱包车内展示的(左到右)翼片，标题页，和第一次插图

1906年，当波特刚完成 《杰里米·费舍尔先生的故事》（The Tale of Mr. Jeremy Fisher）时，她考虑将自己的读者定位到更年轻的群体去。于是，《娃娃小姐的故事》,《一只暴躁的恶兔》和《狡猾的老猫》三本书相继问世。 深受乔治·鲁克香克插图的影响，她打算把三本书出版成"鲁克香克漫画字母风格的全景排版"，这一说法出自泰勒。 全景排版指的是将独立页面的图片及文字按从左到右的顺序排布在长条纸上。

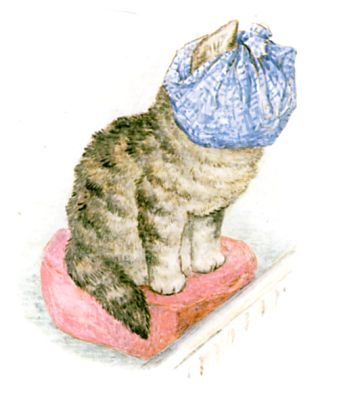
小姐娃娃坐在火中她的头在掸子。

1906年7月，波特在山顶上创作了这本书，主角小猫的形象是她从温德米尔的泥瓦匠那里借鉴的。这是个很棘手的主题。“那原本是个惹人厌的模型，”波特写道，“我借了只小猫，但我更欣慰得到了与画作打交道的机会。这个皮克年轻而美好，却也最令人害怕。”传记作者琳达·李尔解释道，“皮克”这个词是波特过去用来形容像她表妹卡洛琳那样鬼马精灵的人，以及淘气的小猫和小孩子。波特继续把那只猫的形象用在她的下一部作品《汤姆猫的故事》中。那本书创作于1907年，她竭力刻画了“所有的皮克——尤其是那些爬上了我花园墙的家伙”。娃娃小姐是汤姆猫的众姐妹之一，她除了出现在《汤姆猫的故事中》，还是《塞缪尔络腮胡或不倒翁布丁的故事》中的角色（1908）。
波特是美国作家乔尔·钱德勒·哈里斯的崇拜者，并在19世纪90年代为他的故事叔叔瑞莫斯创造了一系列的叙事板，试图以此找到职业生涯的方向。她的钦佩如此之深，因此李尔推测娃娃小姐把头裹进抹布里的情节效仿了叔叔瑞摩斯，故事中的贝尔狐狸佯装疾病躺在摇椅子上，身上裹着法兰绒". 波特起初把主角设定成年轻的小猫是为了避免表现出残酷，她这样描写小猫："她应该用尾巴捉到他/有点恼怒". 儿童文学学者彼得·亨特写道，波特小心翼翼地保护她年轻的观众不受图片细节的影响，并拒绝在她的故事出现死亡。
一万个复制版本的《娃娃小姐的故事》 都以1先令的价格于1906年11月出版了全景版本。同年12月又出版了另外的一万本。之后便再也没有出版过全景版本。 条状的插画还可以装进大小为108毫米乘以90毫米（4.3英寸乘以3.5英寸）的灰色折叠钱包里。一旦打开，全景图的尺寸就会变成108毫米乘以2492毫米（4.3英寸乘以98.1英寸）。 如李尔写道，波特"试验了一个全景式的十四个照片上的一个长条形的文件，其折成钱包绑丝带". 李尔解释说，对格式"虽然欢迎读者最终是不成功，因为商家发现它们难以保持折叠". 波特提到这一事实深的生活时，她说，"坏的兔娃娃最初是印刷上的长条—商店明智地拒绝他们的股票，因为他们得到展开，并如此糟糕，折叠了一次"。 麦克唐纳指出，易损坏的的全景版本不太适合非常年幼的儿童。

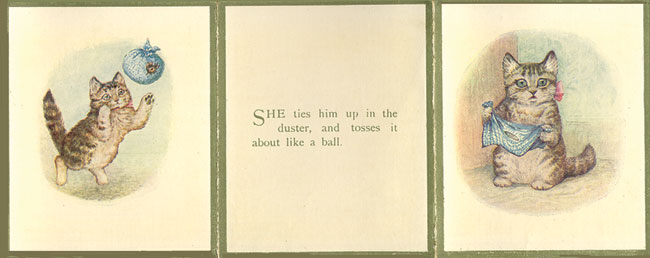
娃娃小姐的全景片段(从左至右)：用抹布折腾小老鼠，文本页，发现老鼠逃脱了

1906年的11月和12月，《一只凶猛的坏兔子的故事》完全复刻《娃娃小姐》的模式，出版了2000册全景式图书。两部作品都在后来出版了122毫米乘以103毫米（4.8英寸乘以4.1英寸）规格的小版本。《狡猾老猫》原本定于1907年出版，但却遭受到了出版商试驾的压力。搁置已久后，与1916年以《狡猾老猫的故事》重新出版。波特的视力日渐下降，因此她不再创作了。1971年，该故事首次以图书的形式出版，内容源自1906年波特的初稿。它并未包含在彼得兔图书馆的23卷标准作品中。

到1916年，費德里克·沃恩公司已经停止出版《娃娃小姐的故事》 的全景版本，并于同年重新出版了这个故事的图书版。 波特将有小猫和老鼠坐在一起的插画作为卷首图献给读者。 这本书的尺寸为113毫米乘以92毫米（4.4英寸乘以3.6英寸），小于波特的其他彼得兔系列书籍。 1917年，她建议她的出版商将《阿波莱·达博利的童谣》也发表成《娃娃小姐的故事》的小格式版本。

## 情节
这个故事的开篇描写了一个大眼萌猫："这只小猫叫娃娃小姐，她认为她已经听到了一个老鼠！" 接下来描绘的是一个戴着粉红色的蝴蝶结身穿绿色外套的小老鼠，正在身后的橱柜偷窥和取笑娃娃小姐。他不怕猫。" 小姐娃娃冲向他，但错过了，还把自己的头撞到了柜子上。 由于撞得太猛，鼻子都擦破了。那只老鼠窜上柜子顶部看着她。
小姐娃娃在头上套了块抹布，坐在火炉前红色的跪垫上。老鼠的好奇心被激起了；他认为她看起来病得很重，就顺着拉铃带滑了下来。 "娃娃小姐看起来越来越糟。" 老鼠毛骨悚然接近。 娃娃小姐用爪子抱住头，并透过抹布的洞偷窥老鼠。“老鼠越来越近了。”娃娃小姐跳起来，用尾巴绊住了他。
"因为老鼠嘲笑了娃娃小姐—娃娃小姐认为她也会挑逗那只老鼠；这说明娃娃小姐绝没有那么友善。" 小猫把老鼠捆在抹布上，像个球一样甩来甩去。老鼠从抹布的洞里偷窥。 在倒数第二张插图中，娃娃小姐是蹲坐在地上，眼睛盯着阅读器。 而她爪子里的抹布已经空空如也。 "她忘了那个抹布上有个洞"，于是老鼠逃走了。 他在娃娃小姐够不着的柜子顶部安全地跳起了吉格舞。